# 米哈伊爾·米哈伊洛維奇·斯佩蘭斯基

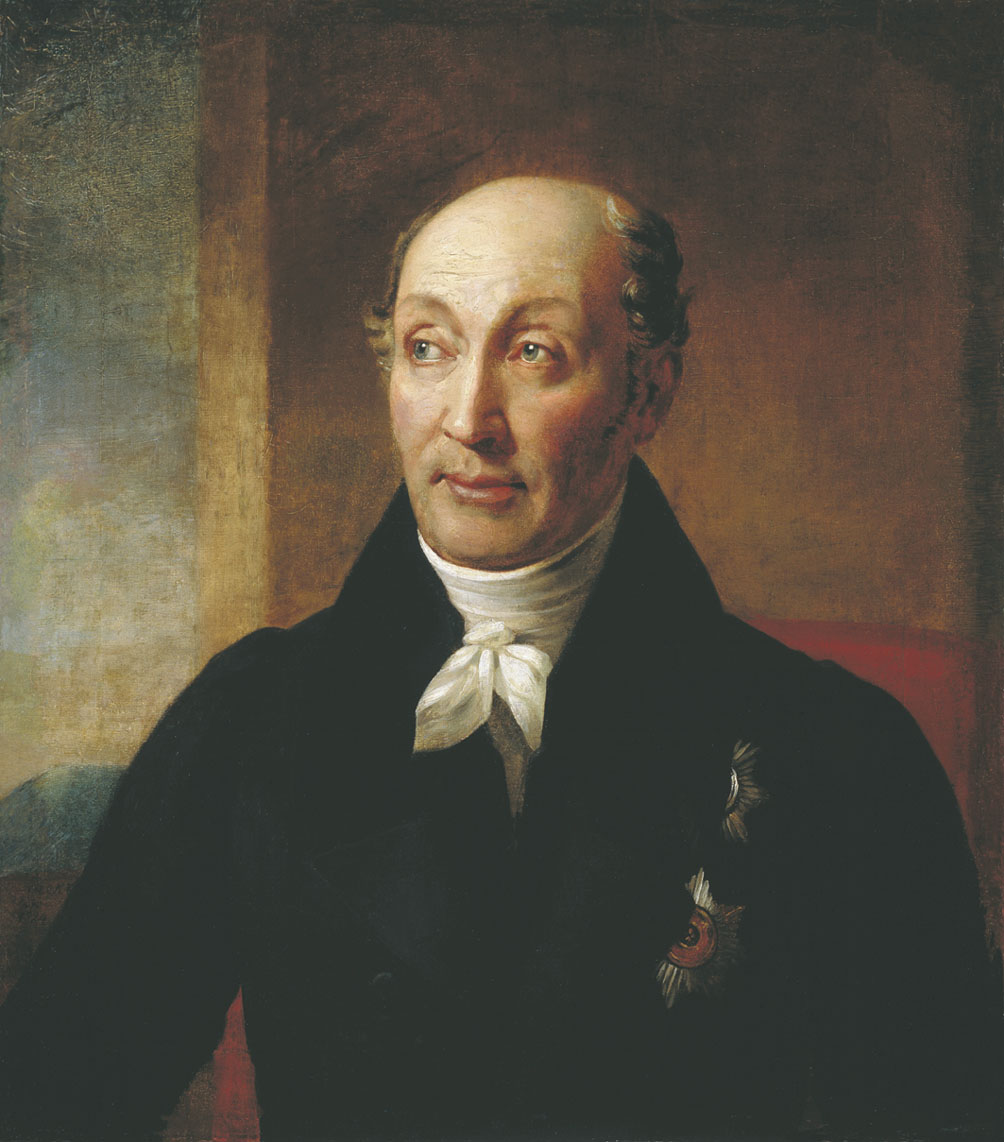
米哈伊爾·米哈伊洛維奇·斯佩蘭斯基之肖像

米哈伊爾·米哈伊洛維奇·斯佩蘭斯基伯爵（Михаи́л Миха́йлович Спера́нский，1772年1月12日—1839年2月23日），俄羅斯帝國亞歷山大一世統治時期最偉大的改革家。他是亞歷山大一世和後來的尼古拉一世的御前顧問，有時他也被稱為俄國自由主義之父。

## 早年及政治改革
斯佩蘭斯基是一個鄉村牧師的兒子，並在聖彼得堡的神學院度過了他的童年，在這裡他成為了數學和物理學講師。斯佩蘭斯基傑出的才能和素質使得他受到了政府的注意，并被庫拉金親王招為秘書。不久后斯佩蘭斯基就成為最有才能的帝國官員。
斯佩蘭斯基政治生涯中最重要的階段開始於1808年，此時俄皇亞歷山大一世攜斯佩蘭斯基隨從參加愛爾福特會議，并派他與法皇拿破崙一世進行直接會談，法皇盛讚斯佩蘭斯基是俄國唯一頭腦精明的人，在亞歷山大一世的堅決要求下，斯佩蘭斯基受遣與拿破崙進行多次關於俄國行政體制的改革。斯佩蘭斯基的憲政改革計劃是設想建立一个以一系列杜馬為基礎的憲政系統，鄉或鎮立法會議（杜馬）選舉縣立法會議議員，縣立法會議議員選舉出省立法會議議員，後者則選舉出帝國立法會議（國家杜馬）或國民議會的成員。作為居中平衡皇帝的獨裁權力以及杜馬的權力，斯佩蘭斯基還計劃設立國務會議。該機構在形式上模仿拿破崙法國的國務委員會，斯佩蘭斯基在該機構中擔任國務秘書。這個由專家組成的機構的成員由皇帝任命，協助皇帝開展立法工作，但無權限制專制政府的原則。儘管委員會傾向於極端保守，但還是強調法治、能力和按程序辦事的精神，這些對斯佩蘭斯基來說都是非常珍貴的。人們注意到，在國務會議創立后俄羅斯帝國的歷史中，“幾乎所有重大改革方案都是由國務會議經正規程序通過的，歷届政府的幾乎所有最有害的法令，都是在國務會議的職權之外，作為行政法規通過的，名義上都只是暫時性的措施”。
斯佩蘭斯基在1809年開始進行宏偉的改革，然而，這場改革中大部份都失敗了，只有國務會議在1810年10月成立；儘管如此，俄羅斯帝國憲政改革計劃中最重要的其他部份還是在19世紀和20世紀早期實現了。帝国杜马在1905年成立并以斯佩蘭斯基的建議命名，1864年設立的地方自治局制度也是他其中的一個改革計劃。斯佩蘭斯基的《自由農民法》也被列入憲法中并在亞歷山大一世的准許下在波蘭和芬蘭試行。

### 改革計劃概要
1809年，斯佩蘭斯基應皇帝的要求提交了一份徹底的憲政改革計劃，題為《國家法典緒論》。該計劃概要如下：
1. 將俄國公民分為三類，貴族、“中等地位”的人和勞動者；“中等地位”的人包括商人、工匠、農民以及擁有一定資產的小經營者；勞動者包括農奴、僕役和學徒。
2. 這份計劃也規定了三種權利：一般的公民權；特殊的公民權，如免除各種勞役；和受財產資格限制的政治權利。貴族擁有所有權利；中間地位的人享有一般公民權，如果財產打到一定要求，也擁有響應的政治權利；勞動者也享有一般公民權利，但由於沒有足夠的財產，沒有參與政治的權力。
3. 俄羅斯帝國的行政區劃分為四個級別：鄉或鎮（Volost）、縣、省和國家。每一級均設有以下機構：一是立法會議或杜馬，全國一級的立法機構稱國家杜馬；二是法院系統，其中參政院是最高法院；三是各級行政委員會，在中央一級包括各部及中央執行機關。關於各級立法會議的選舉辦法見上文。

其他方面的改革：
1. 設立國務會議，具體可見上文。
2. 對政府各部進行改組，增加了兩個特殊的行政機構，一個負責監管政府財政，另一個負責發展交通。
3. 開始實施年度預算制度；為備戰法國整頓俄國的財政制度。
4. 高級文官的提升必須通過考試或有大學畢業資格；採用文官考試制度及其他提高政府效率的措施以加強俄國的官僚機構。
5. 頒佈《宮廷高級侍從法》，反對宮廷中只是掛名而無具體責任的職位。
6. 參政院改革草案。1811年初，斯佩蘭斯基草擬了參政院改革草案，明確規定參政院是最高司法機關，其成員由皇帝從省杜馬選舉的人中任命。

## 失勢
在1809年到1812年期間，斯佩蘭斯基幾乎是俄國事實上的首相，迄今為止，皇帝難以捉摸的個性使得他身邊的大臣們是如此的不受信任和遭到頻繁調換。亞歷山大一世替換了他早年非正式委員會（unofficial committee）的親信們；在皇帝的信任下，斯佩蘭斯基實際上成為了唯一的御前重臣，所有政務在呈抵御前之前都先由斯佩蘭斯基單獨過目，并經常立刻與亞歷山大一世探討決定。哪怕是另一位權傾朝野的戰爭大臣阿拉克切耶夫伯爵也被斯佩蘭斯基強勢排擠。斯佩蘭斯基不帶私人目的的運用其巨大的權力。然而斯佩蘭斯基或多或少是個理想主義者，他如今的權勢也為他將來的失勢埋下了種子。
亞歷山大一世同樣也是個理想主義者，但他更希望能集權于他自己；皇帝有些猶豫不決的天性使他在一段時間內被掩蓋并折服于斯佩蘭斯基非凡的個人品格，但是遲早皇帝一定會發現，斯佩蘭斯基運用其有力的手段要鑄就一個復興的俄羅斯帝國，而這個理想化的結局是斯佩蘭斯基所唯一孜孜不倦、全神貫注的目標。在1810年及1811年早期斯佩蘭斯基依然得蒙圣寵，是皇帝在俄法關係惡化前身邊的首席親信。
然而，斯佩蘭斯基犯下了一個不小的錯誤，他是一個熱忱的共濟會成員，1809年他設想改革教會學校教育，并責成一些更加有才能的神職人員加入其中。斯佩蘭斯基提出在教會學校要實行新的教學大綱，建立與世俗學校相類似、教學大綱連貫性的四級教會學校，即教區教會學校、縣教會學校、中等教會學校、教會學院，并建教學區。教會學院院長和中等教會學校學監職務實行選舉制原則。斯佩蘭斯基還制定了四級教會學校的規章條例，要求教會學校的學生學習世俗學校的課程，如學習數學、物理、生物、本國和世界通史、語言文學、哲學、近現代外語等等。亞歷山大一世同意并開展了計劃的第一階段，但改革要到1814年才完成。隨後斯佩蘭斯基即開始壓制一些現存的秘密集會；儘管他們已經公開承認了自己的秘密，但斯佩蘭斯基還是理所當然地懷疑這些秘密社團。斯佩蘭斯基失敗的計劃所造成的唯一結果是在神職人員中增加了不少敵人。
在俄法戰爭前夕，亞歷山大一世意識到他的改革不甚得人心，皇帝便設想將斯佩蘭斯基作為他的替罪羊，來安撫俄國保守派貴族的情緒，并藉助他們對絕對君主制的皇權的支持來對抗革命后的法國。斯佩蘭斯基輕率的言行引致皇帝罷黜他的決定。斯佩蘭斯基周圍的間諜們做出一個不甚準確的報告，認為斯佩蘭斯基對皇帝的行為曾有過一些尖銳的批評；他甚至被指控曾妄自尊大的建議亞歷山大一世不要再戰爭開始后親任總司令。
皇帝身邊的隨從們，包括亞歷山大的妹妹凱瑟琳（grand duchess Catherine）、費斯勒（Ignaz Aurelius Fessler）、尼古拉·米哈伊洛维奇·卡拉姆津、羅斯托普欽（Feodor Vasilievich Rostopchin）和一位瑞典將軍、男爵阿姆菲爾特（Gustaf Mauritz Armfelt），密謀指控斯佩蘭斯基叛國罪。亞歷山大一世並不認可栽贓，但他還是令斯佩蘭斯基為他不得人心的改革所招致的結果負責并依然對法國革命后的政治體制表示厭惡，最終在1812年3月17日—29日，斯佩蘭斯基被下令解除公職。

## 晚年生涯
1816年斯佩蘭斯基重回帝國政府任職，他被任命為西伯利亞總督，為此斯佩蘭斯基制定了一個新的政府體制方案，1821年，斯佩蘭斯基奉詔回京進入國務會議。
1826年，斯佩蘭斯基被尼古拉一世任命為第二屆御前大臣辦公廳（His Imperial Majesty's Own Chancellery）主席，負責對俄國法律進行整理、編制索引和摘要的工作。在斯佩蘭斯基領導下，委員會取得巨大成就，于1833年發佈了俄羅斯帝國法律全集，共收錄了35993條法規。這次的法典編纂被稱為‘法律全集’（Polnoje Sobranije Zakonov），作為獻給尼古拉一世的禮物，并成為後來‘俄羅斯帝國法律全書’（Svod Zakonov Rossiskoj Imperii）的基礎，這對俄羅斯帝國來說是得到擁護且有效的。隨後斯佩蘭斯基的自由主義思想遭到了康斯坦丁·卡維林和鮑裏斯·契切林（Konstantin Kavelin and Boris Chicherin）的嚴格審查。

### 逝世
斯佩蘭斯基于1839年2月23日逝世于聖彼得堡。他安葬于亚历山大·涅夫斯基修道院的季赫温公墓；他的墓碑是一個花崗岩石棺并飾以銅十字。

## 伯爵稱號
斯佩蘭斯基在1839年被授予伯爵頭銜，他的女兒受帝國特別法令允許，帶著伯爵頭銜嫁入Mikhail Cantacuzène親王家庭，并允許後者繼承斯佩蘭斯基伯爵的頭銜。

## 評價
斯佩蘭斯基是一位靠個人奮鬥而取得輝煌成就的人。與非正式委員會成員及沙皇的大多數同伴截然不同，斯佩蘭斯基並非出身貴族，而是來自貧苦的鄉村教士家庭。正是斯佩蘭斯基本人的智慧、工作能力及傑出的管理才能使得他一度成為俄皇亞歷山大一世的事實上的首相，儘管當時還沒有設立這個官職。研究斯佩蘭斯基的多數專家認為，這位非凡的政治家尋求在俄羅斯建立強有力的、基於法律及合法程序的君主政體，相信只有這樣的君主政體才能免於專橫、腐敗及混亂。換句話說，斯佩蘭斯基是在德意志式的“法制國家”的藍圖而不是更先進的自由主義或激進的綱領中得到靈感的。然而，一位研究該問題的新秀拉爾夫（Raeff）有點言過其實地否認這位俄國政治家是一位自由主義者。在俄羅斯這樣的環境中，斯佩蘭斯基的觀點當然是自由主義的，正如他同時代人所充分意識到的。此外，如果當時機會允許的話，斯佩蘭斯基的觀點可能要更自由一些。
斯佩蘭斯基關於四級行政區劃、地方自治政府和中央立法機構的計劃為俄羅斯帝國的未來發展提供了一個高瞻遠矚的架構，只不過還要等待很長時間才能成為事實。某些專家認為，後來的實施，一是太少，二是太晚。通過1864年的所謂地方自治局改革，俄國建立了縣和省的兩級自治政府；在1905—1906年建立了國家立法機構，即杜馬；在1917年建立了鄉一級的自治政府。
然而，斯佩蘭斯基的寒微出身使得他在高級官員中缺乏威信，他的憲政改革計劃因為沒有付諸實施而對社會影響有限，種種跡象都不足以表明他將俄國帶到了自由主義革命的邊緣。斯佩蘭斯基在1809年提出的憲法草案，就像1819年的諾沃西利采夫起草的憲法一樣，始終沒有正式頒佈。儘管其中振振有詞地談論公民權利，但對解放農奴卻隻字未提，儘管只是迫於當時的國勢。這種自相矛盾的現象乃是官僚思想家斯佩蘭斯基的典型特徵，他總是在他的西方思想與俄國歷史和俄國社會的現實之間尋求平衡。他是自由放任主義學說的信徒，卻提倡保護新生的工業；他是自由主義者，卻又主張在改革的初期階段保留農奴制。
無論如何，平民出身的斯佩蘭斯基以其卓越的才能、眼力和過人的手段一度曾是俄國事實上的首相，他提出的憲政改革規劃總的來說也被後來俄國的多次改革所繼承，他對俄國的影響是深遠的。他毫不謀私利的作風和他的出身在那個貴族政治的年代顯得格格不入，後來針對貴族的諸多改革也使斯佩蘭斯基早早就埋下了失勢的種子。